# Armorial des comtes et ducs de Nevers
Cette page référence les armoiries (figures et blasonnements) des comtes et ducs de Nevers.
| Figure | Patronyme et blasonnement |
| ------ | --- |
|        | Maison de Nevers D'azur semé de billettes d'or au lion du même, armé et lampassé de gueules, brochant sur le tout. Landry de Nevers (1026-1028) - Renaud Ier de Nevers (1028-1040) - Guillaume Ier de Nevers (1040-1083) - Renaud II de Nevers (1083-1097) - Guillaume II de Nevers (1097-1147) - Guillaume III de Nevers (1147-1161) - Guillaume IV de Nevers (1161-1168) - Guy de Nevers (1168-1176) - Guillaume V de Nevers (1176-1181) - Agnès Ire de Nevers (1181-1193) |
|        | Maison de Courtenay D'or aux trois tourteaux de gueules. Pierre II de Courtenay (1184-1199) - Mathilde de Courtenay (1193-1213) |
|        | Maison de Donzy D'azur à trois pommes de pin d'or,. Hervé IV de Donzy (1193-1213) - Agnès II de Donzy (1213-1225) |
|        | Maison de Châtillon De gueules, à trois pals de vair, au chef d'or. Guy II de Saint-Pol (1221-1226) - Guigues IV de Forez (1226-1241) - Gaucher de Nevers (1241-1250) - Yolande de Nevers (1250-1254) |
|        | Maison de Bourbon D'or au lion de gueules accompagné de huit coquilles d'azur. Archambaud IX de Bourbon (1228-1249) - Mathilde II de Bourbon (1254-1262) |
|        | Maison de Bourgogne Bandé d'or et d'azur en six pièces, à la bordure endenté de gueules. Eudes de Bourgogne (1254-1262) - Yolande de Bourgogne (1262-1280) |
|        | Maison de France D'azur semé de fleurs de lys d'or à la bordure de gueules. Jean de France (1265-1270) |
|        | Maison de Dampierre D'or au lion de sable armé et lampassé de gueules. Robert III de Flandre (1272-1280) - Louis Ier de Nevers (1280-1322) - Louis Ier de Flandre (1322-1346) - Louis II de Flandre (1346-1384) - Marguerite III de Flandre (1384-1405) |
|        | Maison de Bourgogne Écartelé, en 1 et 4 d'azur semé de fleurs de lys d'or à la bordure componée d'argent et de gueules, et en 2 et 3 bandé d'or et d'azur de six pièces à la bordure de gueules. Philippe II le Hardi (1384-1404) - Jean sans peur (1385-1404) Écartelé en 1 et 4 d'azur aux trois fleurs de lys d'or et à la bordure componée d'argent et de gueules, en 2 et 3 d'or au lion de sable armé, couronné et lampassé de gueules. Philippe de Bourgogne (1405-1415) - Charles Ier (1415-1464) Écartelé en 1 et 4 d'azur aux trois fleurs de lys d'or et à la bordure componée d'argent et de gueules, en 2 et 3 d'or au lion de sable armé, couronné et lampassé de gueules. Jean de Bourgogne (1464-1491) |
|        | Maison de La Marck (ou seconde Maison de Clèves) Écartelé en 1 et 4, parti en 1 de gueules, à l'écusson d'argent, aux rais d'escarboucle d'or, brochantes sur le tout (Clèves), et en 2 d'or, à la fasce échiquetée d'argent et de gueules de trois tires (La Marck), en 2 et 3 d'azur aux trois fleurs de lys d'or et à la bordure componée d'argent et de gueules (Bourgogne moderne) Engilbert de Clèves (1491-1506) Coupé en 1, parti en 1 de gueules, à l'écusson d'argent, aux rais d'escarboucle d'or, brochantes sur le tout, et en 2 d'or, à la fasce échiquetée d'argent et de gueules de trois tires et en 2 d'azur semé de fleurs de lys d'or à la bordure componée d'argent et de gueules. Charles II de Clèves (1506-1521) - François Ier de Nevers (1521-1561) - François II de Nevers (1561-1562) - Jacques de Nevers (1561-1564) - Henriette de Nevers (1564-1565) |
|        | Maison de Gonzague Écartelé; au premier d’argent, à la croix pattée de gueules cantonnée de quatre aigles de sable éployées et affrontées; sur le tout, écartelé, au premier et au quatrième fascé d'or et de sable, au deuxième et au troisième de gueules au lion d'argent à la queue fourchée, armé et lampassé d'or, couronné et colleté du même, au bâton péri en bande; au deuxième d’Alençon; au troisième de Bourgogne; au quatrième de Clèves chargé en cœur de La Marck; sur le tout d’Albret d’Orval. Louis IV de Nevers (1565-1595) Écartelé, au premier et au quatrième de Gonzague de Mantoue (blason de 1675), au deuxième et au troisième coupé, au premier parti de trois et au second parti de deux qui donne sept quartiers : au premier de gueules à l'escarboucle d'or et à l'écusson d'argent brochant en cœur qui est de Clèves, au deuxième d’or à la fasce échiquetée d’argent et de gueules en trois tires, 8, 8, 8 qui est de La Marck, au troisième d’azur semé de fleurs de lys d’or au lambel de gueules châtelé de neuf pièces d’or qui est d'Artois, au quatrième de sable au lion d'or armé et lampassé de gueules qui est de Brabant, au cinquième d’azur semé de fleurs de lys d’or à la bordure componé d’argent et de gueules qui est de Bourgogne moderne, au sixième de gueules à trois râteaux d'or qui est de Rethel, au septième écartelé, au premier et au quatrième d’azur à trois fleurs de lys d'or, au deuxième et au troisième de gueules à la bordure engrêlée d’argent qui est d'Albret d’Orval, sur le tout d’azur à trois fleurs de lys d'or à la bordure de gueules chargée de huit besants d'argent qui est d'Alençon. Charles III (1595-1637) - Charles IV (1637-1659) |
|        | Famille Mazarin (it) D'azur, à une hache d'armes d'argent dans son faisceau de licteurs d'or lié aussi d'argent, à la fasce de gueules, brochant sur le tout et chargé de trois étoiles d'or. Jules Mazarin (1659-1661) |
|        | Famille Mancini D'azur, à deux brochets nageants au naturel, l'un sur l'autre. Philippe-Julien Mancini (1661-1707) - François Mancini (1707-1768) Écartelé : aux 1 et 4 d'azur, à un faisceau des licteurs d'or, lié d'argent, la hache du même, à la fasce de gueules, brochant sur le tout et chargé de trois étoiles d'or (de Mazarin (it)) ; aux 2 et 3 d'azur, à deux poissons d'argent (adossés selon le père Anselme) en pal (de Mancini)., Selon RietstapÉcartelé: aux 1 et 4, d'azur, à une hache d'armes d'argent dans son faisceau de licteurs d'or lié aussi d'argent (de Mazarin (it)) ; aux 2 et 3, d'azur, à deux brochets nageants d'argent, l'un sur l'autre (Mancini). Louis-Jules Mancini (1768-1789) |